# Учительница обманывает… все классы
Учительница обманывает… все классы (итал. L'insegnante balla… con tutta la classe) — итальянская эротическая комедия режиссёра Джулиано Карнимео.

## Сюжет
Учительница физкультуры для девочек Клаудиа Гамбетти предлагает для отсталой школы свою новую методику, согласованную министерством, которая включает в себя обучение с помощью американской системы ритмической гимнастики. Администрация школы не сразу приветствует такое нововведение, но профессор Меццопонте поддерживает свою коллегу и не только из-за её новой программы. Профессор Марторелли, учитель физкультуры у мальчиков, получает травму ноги и не может проводить свои уроки. Его заменяет новая учительница проводит уроки и для мальчиков тоже. Благодаря этому Клаудиа выделяет среди мальчиков тех, кто имеет талант к танцам. Директор Фиоронтори соглашается с новой методикой только тогда, когда понимает что благодаря новым урокам танцев ученики могут выиграть сначала местный конкурс танцев, а затем и международный.